# Kercaszomor
Kercaszomor (slowenisch Krčica-Somorovci) ist eine ungarische Gemeinde im Kreis Körmend im Komitat Vas.

## Geografische Lage
Kercaszomor liegt unmittelbar an der Grenze zu Slowenien an dem Fluss Kerca. Nachbargemeinden sind Bajánsenye und Magyarszombatfa. Jenseits der der slowenischen Grenze liegt der Ort Domanjševci.

## Geschichte
Kercaszomor entstand 1942 durch den Zusammenschluss der Orte Kerca und  Szomoróc.

## Sehenswürdigkeiten
- Denkmal der Rückkehr (Szomoróc visszatérése-emlékmű), erschaffen von  István Szervátiusz
- Hölzerner Glockenturm im Ortsteil Szomoróc, erbaut 1877
- Naturlehrpfade
- Reformierte Kirche, erbaut 1877, renoviert 2013
- Römisch-katholische Kirche  Páduai Szent Antal, erbaut 1834
- Weltkriegsdenkmal (Hősök emléktáblája), erschaffen 1922 von József Hudetz

## Verkehr
Durch Kercaszomor verläuft die Nebenstraße Nr. 74146, die in westlicher Richtung zur slowenischen Grenze führt. Der nächstgelegene Bahnhof befindet sich sieben Kilometer nordöstlich in der Stadt Őriszentpéter.

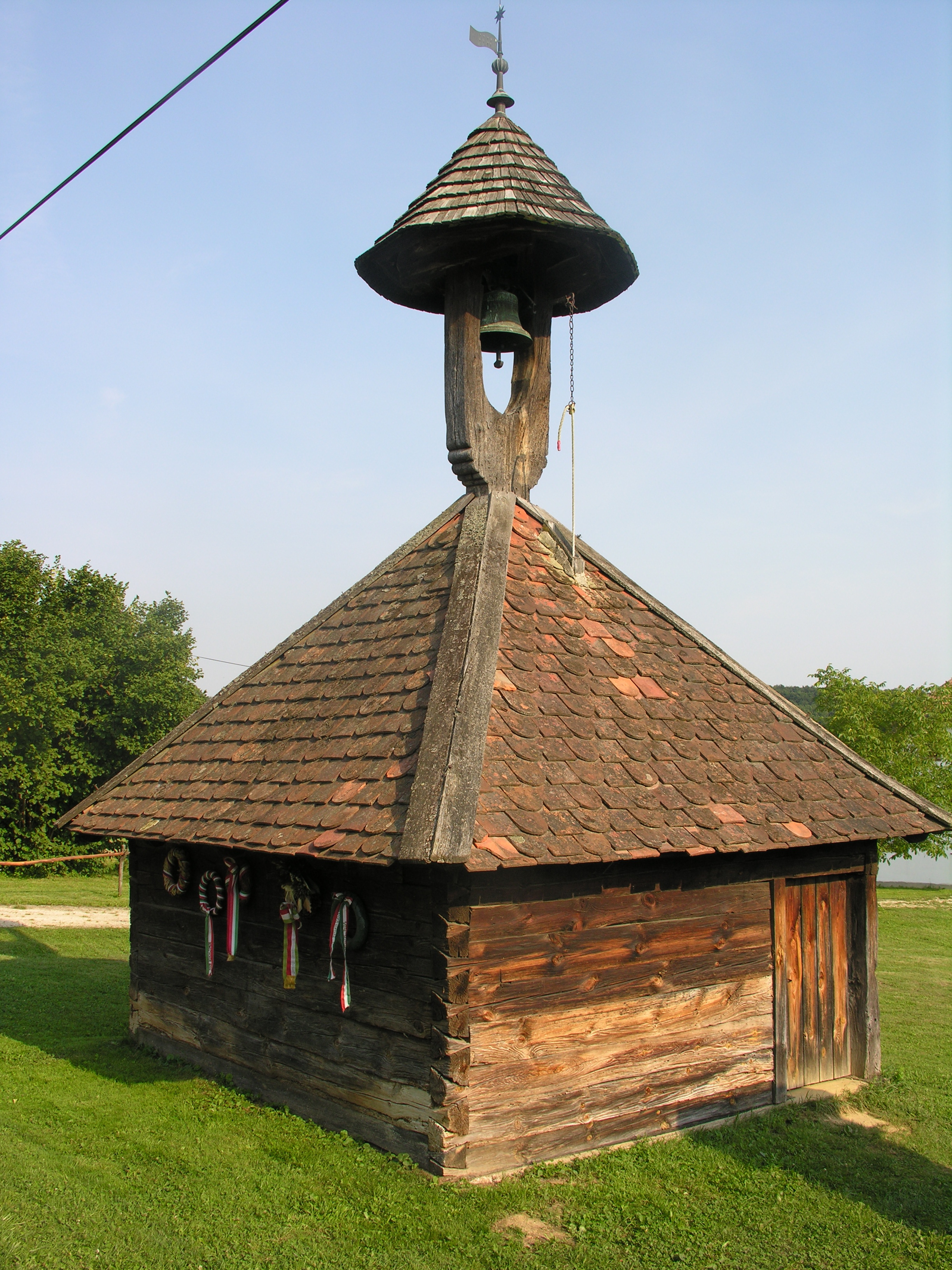
Hölzerner Glockenturm im Ortsteil Szomoróc
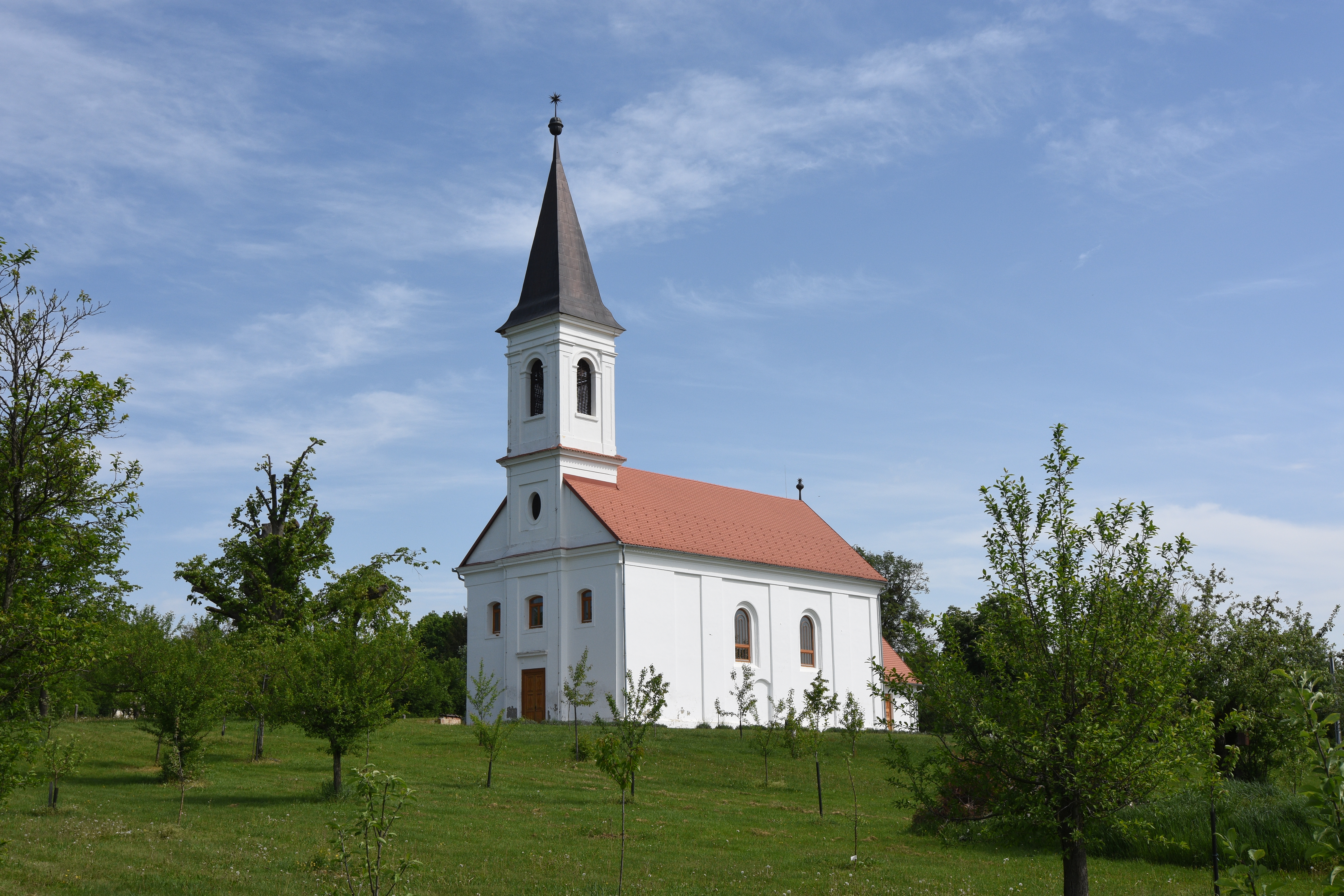
Reformierte Kirche
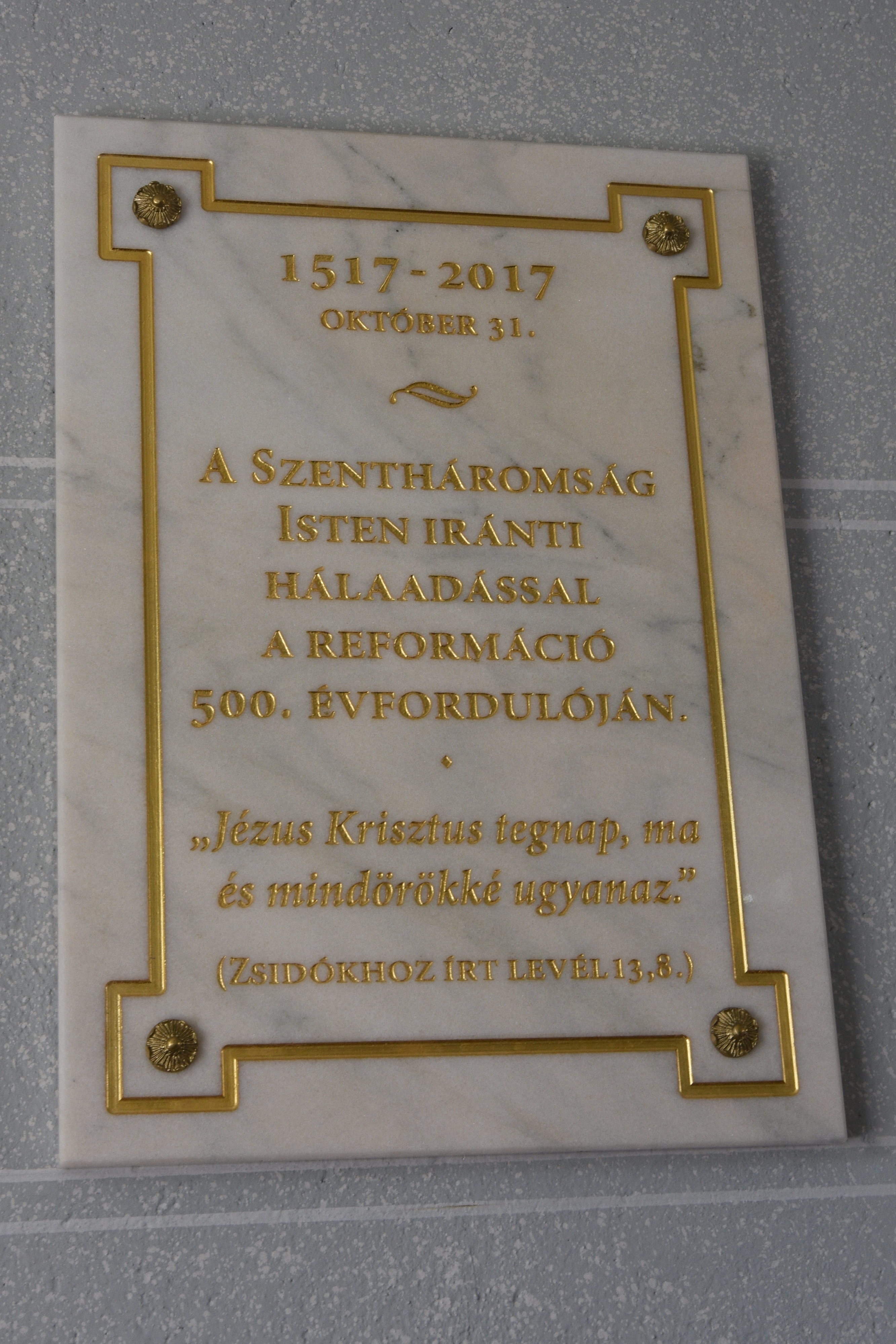
Gedenktafel zum Reformationsjubiläum